# Astrid Friis
Astrid Friis, född den 1 augusti 1893, död den 31 juli 1966, var en dansk historiker.
Astrid Friis tog magisterkonferens 1920 och blev 1927 filosofie doktor i historia med avhandlingen Alderman Cockayne's Project and the Cloth Trade. Åren 1942–1965 var hon redaktör för Historisk Tidsskrift tillsammans med Povl Bagge och 1945 blev hon professor vid Köpenhamns universitet. Detta gjorde henne till Danmarks första kvinnliga professor. Hon var föreståndare på Historisk Institut under åren 1955–1964, varefter hon blev emerita.

## Utmärkelser
- Riddare av Dannebrogorden,  1952[3]

[Redigera Wikidata]